# Synagoge (Budyně nad Ohří)
Koordinaten: 50° 24′ 23,6″ N, 14° 7′ 36,5″ O

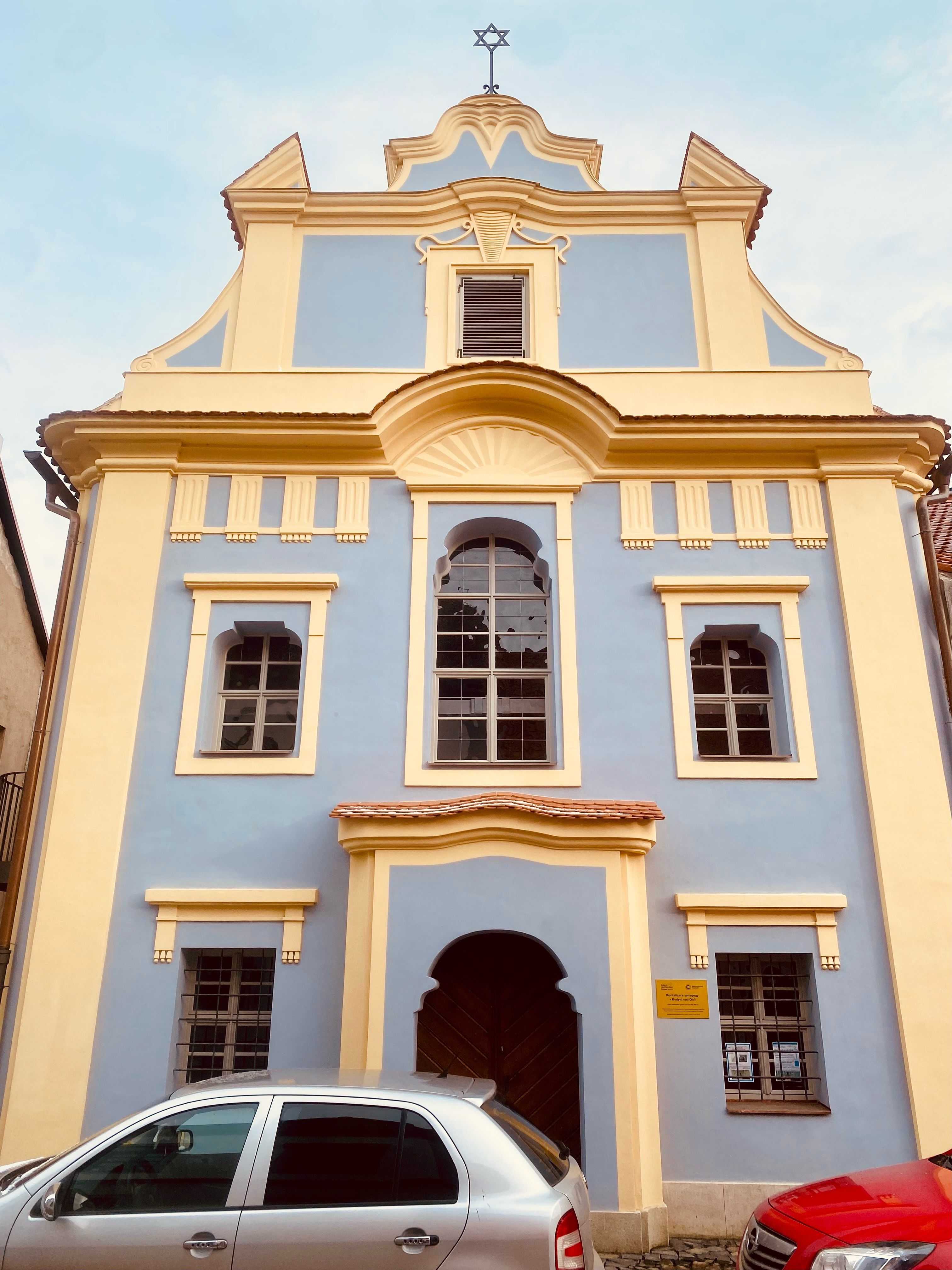
Synagoge in Budyně nad Ohří (2025)

Die Synagoge in Budyně nad Ohří (deutsch Budin an der Eger), einer Stadt im Okres Litoměřice des Ústecký kraj (Tschechien), wurde zwischen 1815 und 1825 an Stelle einer hölzernen Synagoge aus der ersten Hälfte des 18. Jahrhunderts errichtet. Sie befindet sich im ehemaligen Ghetto. Die Synagoge ist seit 2009 ein geschütztes Kulturdenkmal. Der Synagogenbau wurde früher als Lagerhaus genutzt. Die Synagoge dient heute als kulturelles und religiöses Zentrum.

## Wiederaufbau
Bis vor kurzem entsprachen die Fassade des Gebäudes und der Innenraum nicht mehr dem historischen Erscheinungsbild von Synagogen, derzeit wird jedoch an der vollständigen Rekonstruktion gearbeitet, die in den Frühjahrsmonaten 2024 abgeschlossen sein soll. Die Synagoge, komplett mit einer Dauerausstellung über das Leben der Juden in Budyně nad Ohří vor dem Zweiten Weltkrieg, wird ab April 2024 der Öffentlichkeit zugänglich sein.